# Iryna Koladenko
Iryna Koladenko (ukr. Ірина Володимирівна Коляденко; ur. 28 sierpnia 1998) – ukraińska zapaśniczka walcząca w stylu wolnym. Brązowa medalistka olimpijska z Tokio 2020 w kategorii 62 kg, a także srebrna z Paryża 2024 w kategorii 62 kg. 
Srebrna medalistka mistrzostw świata w 2019 i brązowa w 2023. Mistrzyni Europy w 2021, 2023 i 2024; trzecia w 2020 i 2025. Pierwsza w Pucharze Świata w 2022 i szósta w 2017. 
Trzecia na MŚ juniorów w 2018 i MŚ U-23 w 2018 i 2019 roku.

## Odznaczenia
- Order Księżnej Olgi II klasy (2024)[5]